# Казалбутано ед Унити
Казалбута̀но ед Унѝти (на италиански: Casalbuttano ed Uniti, на местен диалект: Casalbutàan, Казалбютаан) е община в Северна Италия, провинция Кремона, регион Ломбардия. Административен център на общината е малко градче Казалбутано (Casalbuttano), което е разположено на 60 m надморска височина. Населението на общината е 3908 души (към 2017 г.).